# Neupoderschau
Neupoderschau ist ein Ortsteil von Meuselwitz im Landkreis Altenburger Land in Thüringen.

## Lage
Neupoderschau liegt südlich von Meuselwitz an der Landesstraße 1361 am Rand der Leipziger Tieflandbucht im Übergang zum Altenburg-Zeitzer Lösshügelland. Der Braunkohlebergbau und seine Gruben als Seen prägten die Landschaft und die Landwirtschaft. Im Westen grenzt Neupoderschau an Sachsen-Anhalt.

## Geschichte
Am 28. September 1556 wurde das Dorf erstmals urkundlich genannt. Die Gemeinde geht von 1718 aus. Ein angelegter Rittersitz auf dem 244 Meter hohen Hügel vom Freiherrn von Bachoff bedingte dieses Datum. Vorher befand sich dieser in Altpoderschau. Neupoderschau gehörte wie Altpoderschau zum wettinischen Amt Altenburg, welches ab dem 16. Jahrhundert aufgrund mehrerer Teilungen im Lauf seines Bestehens unter der Hoheit folgender Ernestinischer Herzogtümer stand: Herzogtum Sachsen (1554 bis 1572), Herzogtum Sachsen-Weimar (1572 bis 1603), Herzogtum Sachsen-Altenburg (1603 bis 1672), Herzogtum Sachsen-Gotha-Altenburg (1672 bis 1826). Bei der Neuordnung der Ernestinischen Herzogtümer im Jahr 1826 kam der Ort wiederum zum Herzogtum Sachsen-Altenburg. Nach der Verwaltungsreform im Herzogtum gehörte Neupoderschau bezüglich der Verwaltung zum Ostkreis (bis 1900) bzw. zum Landratsamt Altenburg (ab 1900). Juristisch unterstand der Ort ab 1879 dem Amtsgericht Altenburg, seit 1906 dem Amtsgericht Meuselwitz. Neupoderschau gehörte ab 1918 zum Freistaat Sachsen-Altenburg, der 1920 im Land Thüringen aufging. 1922 wurde der Ort dem Landkreis Altenburg zugeordnet.
Das Bauerndorf war von 1922 bis 1932 schon einmal nach Meuselwitz eingemeindet. Danach wurde es wieder selbstständig, bis es am 1. Januar 1957 mit Altpoderschau zur Gemeinde Poderschau zusammengeschlossen wurde. Nachdem diese am 1. Januar 1973 geteilt wurde, kam Altpoderschau zu Kriebitzsch und Neupoderschau zu Meuselwitz.
Bekannt wurde das Dorf auch durch die Familie von IKEA-Gründer Ingvar Kamprad. Dessen Großvater Erdmann Achim Kamprad wurde auf dem Rittergut Neupoderschau im Jahre 1865 geboren, wo seine Familie seit einigen Generationen ansässig war. Im Jahre 1896 kaufte dieser ein Waldgut in Elmtaryd in Småland, wohin die Familie auswanderte.

### Braunkohlebergbau
Das südlich von Meuselwitz gelegene Neupoderschau liegt im Westen des Meuselwitz-Altenburger Braunkohlereviers. Tiefbaugruben verteilten sich um das gesamte Ortsgebiet. Dies waren u. a. die "Gruben Vereinsglück Nr. 9 und 85" (1842–1928), die "Prehlitzgrube Nr. 135" (1867–1928), der "Ernstschacht Nr. 104" (1871–1952) und der "Kiefernschacht Nr. 103" (1872–1935). Im Nachbarort Altpoderschau existierte eine Brikettfabrik. In den 1980er Jahren war die Wiederaufnahme des Braunkohleabbaus geplant, welche aber nicht zur Ausführung kam. Dem geplanten „Tagebau Meuselwitz“ zwischen Meuselwitz und Rositz hätte auch die Ortslage Neupoderschau weichen müssen.